# 川島聖那
川島 聖那（かわしま せな、2000年〈平成12年〉3月14日 - ）は、日本のプロバスケットボール選手。福岡県出身。B.LEAGUEの福井ブローウィンズ所属。ポジションはシューティングガード。

## 来歴
福岡大学附属大濠高等学校時代にインターハイ優勝、ウインターカップ準優勝を経験。その後法政大学に進学し、4年次に豊通ファイティングイーグルス名古屋に特別指定選手として入団。シーズン終了後に退団し、西宮ストークスに移籍。
2025年5月、福井ブローウィンズに移籍。

## 人物
- 西宮ストークスは獲得時に「高い得点能力とフィジカルの強さを活かしたディフェンスが持ち味」と評価していた[1]。
- 女子プロゴルファーの大里桃子は再従兄弟に当たる[6]。